# Leptopsalis modesta
Espèce
Synonymes
- Stylocellus modestus Hansen & Sørensen, 1904

Leptopsalis modesta est une espèce d'opilions cyphophthalmes de la famille des Stylocellidae.

## Distribution
Cette espèce est endémiquede Sulawesi en Indonésie. Elle se rencontre sur le Bua-Kraeng.

## Description
Le mâle syntype mesure 4,3 mm et la femelle syntype 4,3 mm.

## Systématique et taxinomie
Cette espèce a été décrite sous le protonyme Stylocellus modestus par Hansen et Sørensen en 1904. Elle est placée dans le genre Leptopsalis par Clouse et Giribet en 2012.

## Publication originale
- Hansen & Sørensen, 1904 : On Two Orders of Arachnida : Opiliones, Especially the Suborder Cyphophthalmi, and Riniculei, Namely the Family Cryptostemmatoidea. Cambridge University Press, Cambridge, p. 1–174 , (texte intégral).